# Alhama de Aragón
Alhama de Aragón est une commune d’Espagne, dans la province de Saragosse, communauté autonome d'Aragon comarque de Comunidad de Calatayud.

## Géographie
Alhama de Aragón est située à 115 kilomètres au sud-ouest de Saragosse et 207 kilomètres au nord-est de Madrid

## Histoire
Village connu dès l'époque des Romains par ses eaux thermales.